# Clavulina gracilis
Clavulina gracilis é uma espécie de fungo pertencente à família Clavulinaceae.